# Tiere bis unters Dach
Tiere bis unters Dach ist eine Familienserie, die vom Südwestrundfunk (SWR) für die ARD produziert wird. Die erste Folge wurde am 16. Januar 2010 in der ARD ausgestrahlt. Am 10. November 2023 wurden die ersten 8 Folgen der 10. Staffel in der ARD-Mediathek veröffentlicht, zwischen dem 12. und 26. November 2023 wurden diese Folgen im TV gezeigt. Am 5. April 2024 wurden die restlichen 5 Folgen in der ARD-Mediathek veröffentlicht und zwischen dem 5. und 26. Mai 2024 im TV ausgestrahlt. Die 11. Staffel mit 13 weiteren Folgen befindet sich seit Mitte 2024 in Produktion.

## Handlung

### Staffel 1
Greta Hansen zieht mit ihrer Familie von der Großstadt Hamburg in den Schwarzwald in das Dorf Waldau in eine alte und heruntergekommene Villa. Zur Familie gehören Vater Philip, welcher in den Gemäuern seine erste eigene Tierarztpraxis eröffnet und Mutter Annette, welche als gelernte Restauratorin die Villa wieder auf Vordermann bringen möchte. Außerdem gibt es noch Gretas kleine Schwester Lilie und den Familienhund Brezel und eine Menge weiterer Tiere, die über die Zeit immer mehr werden. So gibt es zum Beispiel Kaninchen, Schafe und Hühner. Während Lilie sich schnell an das neue zu Hause gewöhnt, fehlen Philip die Patienten, Annette versucht bei den Dorffrauen Anschluss zu finden und verzweifelt manchmal vor lauter Tieren und Greta versucht neue Freunde und Anschluss in der Schule zu finden. Gleich bei ihrer Ankunft trifft Greta auf Jonas Grieshaber und freundet sich mit ihm an. Jonas wohnt mit seinen Eltern Josefine und Vinzenz, der auch der Bürgermeister und Jäger von Waldau ist, und seinem großen Bruder Jakob auf einem Bauernhof. Auf diesem gibt es neben Hofhund Oswald vor allem viele Rinder.
Greta kommt in Jonas Schulklasse, die Klasse von Frau Heidelbach, in die unter anderem auch noch Celine geht, die Gretas beste Freundin wird, Cem und Luka, die Jonas beste Kumpel sind, die Oberzicke Emma, die aus Russland stammende Natalia und der Außenseiter Paul. Auch wenn es zwischen den Kindern so manch einen Konkurrenzkampf gibt, werden sie doch zu einer Art Clique die viele tierische Abenteuer erleben. Regelmäßigen Besuch aus Hamburg erhält die Familie durch Oma Almut, die Mutter von Annette, die von den Kindern geliebt und von den erwachsenen schnell als übergriffig empfunden wird. Schließlich gewöhnen sich Greta und ihre Familie so auch in Waldau ein.

### Staffel 2
Während Greta auf eine weiterführende Schule kommt, kommt ihre kleine Schwester Lilie in die Grundschule. Da es in Waldau keine weiterführende Schule gibt, müssen Greta und ihre Freunde in einem Nachbarort zur Schule gehen. Während Luka nicht mehr zur Clique gehört, finden Sophie und Timo schnell Anschluss zur Gruppe. Neue Klassenlehrerin ist Frau Haller. Lilie findet in Celines kleiner Schwester Lucie eine neue Freundin. Philip sucht immer noch einen Tierarzthelfer und findet diesen schließlich in Bertie Heckenbichler, der vorher auf einem Reiterhof gearbeitet hat. Annette eröffnet in Keller und Garagen ihr eigenes Atelier. Jonas Eltern haben Streit, während Josefine Jakobs Zimmer an Feriengäste vermietet, schafft Vinzenz heimlich Nandus an. Als Vinzenz schließlich auch noch Josefines Sorgen um ihre Eltern ignoriert, ist das zu viel und Josefine zieht erstmal zu ihren Eltern. Während Jonas nicht weiß, wie er damit umgehen soll, merkt Vinzenz, dass er Fehler gemacht hat und beginnt um Josefine zu kämpfen. Schließlich ziehen die Nandus aus und Josefine wieder ein.

### Staffel 3
Susanne, Annettes Schwester, zieht mit ihrer Tochter Nelly und Hund Cookie bei den Hansens ein, nachdem sie ihren Job als Architektin gekündigt und ihre Wohnung verloren hat. Greta und Jonas, die inzwischen keine kleinen Kinder mehr sind, geben ihre Mission Tiere zu retten an Nelly weiter. Bei den Grieshabers zieht die polnische Familie Kulka, als Gastarbeiter auf den Hof. Familie Kulka besteht aus Vater Tomasz, Mutter Maria, Sohn Pawel, welcher in Nellys Alter ist und der jüngeren Tochter Paulina. Nelly und Pawel besuchen die Klasse von Frau Ott, in welche ebenfalls ihr Sohn Gustav, ein Technikfreak, der Schläger Ben und die Zicken Constanze und Kim gehen. Nelly, Pawel und Gustav freunden sich an und finden im Wald eine Hütte, welche sie ausbauen, Eulennest nennen und als geheimen Treffpunkt für ihre tierischen Abenteuer nutzen.
Susanne ist auf der Suche nach einer neuen Arbeit und findet schließlich in der Nachbargemeinde einen neuen Job. Philip hingegen bekommt ein Jobangebot von seinem früheren Studienleiter und inzwischen guten Freund, er soll in dessen Hamburger Tierklinik als sein stellvertretender Chefarzt arbeiten. Als dieser ihn schließlich sogar in Waldau besucht, muss Philip eine Entscheidung treffen und trifft diese für Waldau. Als Marias Vater in Polen von seiner Scheune gestürzt ist, bricht sie sofort mit Tomasz auf in die Heimat. Pawel und Paulina lassen sie vorerst schweren Herzens zurück, da die beiden gerade in der neuen Schule Fuß gefasst haben. Annette ist von Vinzenz Politik genervt und lässt sich als seine Gegenkandidatin bei der anstehenden Bürgermeisterwahl aufstellen. Am Ende zieht Vinzenz den kürzeren und Annette wird neue Bürgermeisterin.

### Staffel 4
Greta und Jonas werden ein Paar. Susanne bekommt ein Jobangebot aus Dubai und möchte dieses auch unbedingt annehmen. Nelly hingegen ist entsetzt, sie möchte auf keinen Fall wieder weg aus Waldau, aus dem Schwarzwald, von ihren Freunden. Schließlich geht Susanne alleine nach Dubai und Nelly bleibt bei den Hansens. Nelly und ihre Freunde bekommen mit Jessie eine neue Mitschülerin, welche Constanze und Kim aufgrund ihres Aussehens gerne zur Freundin hätten und auch Pawel ist spontan von ihr beeindruckt. Nelly und Jessie hingegen haben einen schwierigen Start, nachdem Brezel verdächtigt wird ein Kind gebissen zu haben und sich herausstellt, dass dies Jessies Hund Iwan war. Schließlich raufen die beiden sich doch noch zusammen und werden beste Freundinnen. Maria und Tomasz sind aus Polen zurück und erwarten ein Kind. Einige Zeit später wird der kleine Kasimir geboren. Greta bekniet ihre Eltern ein Austauschjahr in die USA machen zu dürfen. Schweren Herzens geben Annette und Philip diesem Wunsch nach. Auch Jonas ist von Gretas Plänen nicht begeistert. Doch bevor Greta geht wird noch eine große Abschiedsparty gefeiert, zu deren Gästen auch Gretas Freunde Celine, Emma und Cem und natürlich auch Oma Almut aus Hamburg zählen. Doch Oma Almut kommt nie in Waldau an, sie ist zu Hause von einer Leiter gestürzt und liegt nun im künstlichen Koma. Nach dieser schockierenden Nachricht verschiebt Greta ihren Abflug und Annette und Philip machen sich sofort auf den Weg nach Hamburg.

### Staffel 5
Während Annette und Philip bei Oma Almut in Hamburg sind, kümmert sich Josefine um Greta, Lilie und Nelly. Greta hat ihr Austauschjahr bis auf weiteres verschoben. Als Philip zurück nach Waldau kommt, unterstützt Josefine die Familie trotzdem weiter. Lilie glaubt, dass sich zwischen Philip und Josefine eine Liebesbeziehung entwickelt, was sich jedoch als falsch herausstellt. Schließlich erwacht Oma Almut aus dem Koma, doch Annette bleibt weiterhin bei ihr in Hamburg. Nicht zuletzt auch, weil sie mit Oma Almuts Arzt anbändelt. Durch Annettes Verbleib in Hamburg, wird Vinzenz wieder zum Bürgermeister. Greta hat sich in den Reiter Luis verliebt und tut sich schwer mit Jonas Schluss zu machen. Schließlich erwischt Jonas Greta und Luis beim Küssen. Während Greta und Jonas im Streit auseinandergehen, werden Greta und Luis ein glückliches Paar. Dominik ist sitzen geblieben und damit Neuzugang in Nellys Klasse, Gustav hingegen hat die Klasse verlassen, da er jetzt ein Internat für Hochbegabte besucht. Als Bertie mit seiner Freundin Hanne nach Frankreich geht, braucht Philip einen neuen Assistenten. Nach vielem gut Zureden von Nelly und Jessie, wird schließlich Jessies Mutter Isa die neue Assistentin von Philip. Jessie trifft nach langer Zeit wieder auf ihren Opa, doch so groß die Wiedersehensfreude ist, so schlecht ist Isa auf ihren Vater zu sprechen. Jessie setzt sich in den Kopf zusammen mit Nelly ihre Mutter und ihren Opa zu versöhnen. Die beiden haben sich wegen Isas Liebschaften zerstritten. Nachdem Isas Vater in Philips Praxis zusammengebrochen ist, gibt Isa sich einen Ruck und begleitet ihren Vater ins Krankenhaus. Schließlich kommt Jessies Opa wieder aus dem Krankenhaus und er und Isa versöhnen sich wieder. Nelly fühlt sich seit Annettes Weggang in Familie Hansen immer mehr ausgegrenzt, umso erfreuter ist sie, als plötzlich ihr Vater Jobst vor ihr steht, der die Familie verlassen hat als sie noch ein Säugling war. Während Nelly plant ihn mal in seiner Heimat Bremen zu besuchen, sind die anderen Hansens wenig begeistert von seinem Auftauchen. Schließlich kommt sogar Mutter Susanne vorübergehend aus Dubai zurück und spricht sich wiedererwartend mit Jobst aus. Greta tritt doch noch ihr langersehntes Austauschjahr an.

### Staffel 6
Philip, Lilie und Nelly müssen ihr Haus aufgrund eines Wasserrohrbruchs verlassen und werden von den Grieshabers aufgenommen. Lilie zieht schließlich zu ihrer Mutter Annette nach Hamburg. Annette und Philip haben sich mittlerweile getrennt und Annette hat einen neuen Freund. Jessie und Pawel sind inzwischen ein Paar und wissen nicht wie sie das Nelly beibringen sollen. Schließlich findet diese das von selber heraus und ist enttäuscht das ihre Freunde ihr nicht direkt die Wahrheit gesagt haben. Nelly geht vorübergehend mit ihrem Vater Jobst nach Bremen, doch als sie wiederkommt verträgt sie sich wieder mit Jessie und Pawel. Philip bekommt von Dr. Waldemar Wecker aus Freiburg das Angebot, in seine Praxis mit einzusteigen, bzw. diese sogar zu leiten. Außerdem würde im gleichen Haus eine Wohnung frei werden. Doch Philip zögert, weil er denkt das Nelly ihm niemals nach Freiburg folgen würde. Nelly ist unglücklich, dass sie sich aufgrund anderer Feriengäste, inzwischen ein Zimmer mit Paulina und Pawel teilen muss. Auf dem Grieshaberhof sind Leonie „Leo“ und ihre Mutter Helena zu besuch. Während Paulina und Leo beste Freundinnen werden, verlieben sich Philip und Helena. Helena arbeitet für das Jugendamt und zieht mit ihrer Tochter nach Freiburg, auch damit Leo wieder mehr Kontakt zu ihrem dort lebenden Vater Andreas haben kann.
Leo wünscht sich nichts sehnlicher als einen eigenen Hund, Helena ist jedoch strikt dagegen. Als Leo dann von ihren Freunden einen Welpen zum Geburtstag geschenkt bekommt, kann sie ihre Mutter aber doch noch davon überzeugten und Jojo wird Teil der Familie. Schließlich sprechen sich Nelly und Philip aus und entscheiden sich gemeinsam nach Freiburg zu ziehen. Philip steigt in die Praxis von Dr. Wecker mit ein. Greta ist von ihrem Austauschjahr zurück und lebt inzwischen in einem Studentenwohnheim in Freiburg. Doch sie ist dort unglücklich und überlegt wieder zu ihrem Vater zu ziehen. Philip braucht eine neue bzw. zusätzliche Assistentin, da Isa aufgrund der Distanz zwischen Waldau und Freiburg nicht mehr jeden Tag arbeiten möchte. Schließlich zieht Greta in eine Studenten-WG und fängt in der Praxis an zu arbeiten, um die Wohnung zu finanzieren. Zum Unmut von Leo werden Helena und Philip ein Paar, sie hatte gehofft das ihre Eltern vielleicht wieder zusammenkommen würden, jetzt wo sie beide in Freiburg wohnen. Schlussendlich freundet sich Leo aber mit Philip an und akzeptiert die Beziehung zu ihrer Mutter Helena. Außerdem freundet sich Leo mit Jan an, ein berufliches Sorgenkind ihrer Mutter. Jans Vater Martin ist häufig auf Montage und lässt seinen Sohn lange alleine. Da das kein Zustand ist, muss Jan in eine Pflegefamilie. Als Martin zurück nach Freiburg kommt und feststellen muss das Jan in einer Pflegefamilie wohnt, entschließt er sich seinen Job zu kündigen und in Freiburg eine neue Arbeit zu suchen. Schließlich findet Martin in Ferdys Restaurant als Koch einen neuen Job. Leo und Jan kommen in die gleiche Schulklasse, dort freunden sie sich noch mit Linus und später auch mit den Klassenzicken Charlotte „Charlie“ und Deborah „Debbie“ an.

### Staffel 7
Auf einem Spaziergang finden Leo und Paulina ein Haus in Waldau, in das Leo gerne mit ihrer Familie einziehen würde. Als Leo Helena und Philip das Haus zeigt, sind auch die beiden spontan begeistert. Schließlich ziehen Leo, Nelly, Helena und Philip von Freiburg wieder zurück nach Waldau. Auch für die Tierarztpraxis ist im neuen Haus genügend Platz. Jan wohnt inzwischen wieder bei seinem Vater und ist mit diesem ebenfalls nach Waldau gezogen, auf den Reiterhof seiner Freundin Petra. Jan ist davon wenig begeistert, denn er hat Angst vor Pferden. Auf dem Reiterhof wohnen außerdem Petras Tochter Lucy und Onkel Jakob mit Papagei Bingo. Im weiteren Verlauf verloben sich Petra und Martin. Greta ist inzwischen mit dem Bauer und Jäger Felix zusammen und arbeitet weiterhin in der Praxis ihres Vaters. Außerdem hat Greta sich bei verschiedenen Unis für ein Tiermedizinstudium beworben und wartet auf Antworten. Schließlich wird sie von der Uni in München angenommen und zieht für das Studium ebendort hin. Zirkusjunge Tim wohnt mit seinem Opa Waldemar in einem alten Zirkuswagen in Waldau. Doch Waldemar geht es nicht gut und muss ins Krankenhaus. Nelly und Leo wollen Tim helfen und können Helena und Philip schließlich davon überzeugen ihn vorübergehend als Pflegekind aufzunehmen.

### Staffel 8
Maria und Tomasz eröffnen ihren Kindern Paulina und Pawel, dass sie zurück nach Polen gehen wollen, um den Hof von Marias Eltern zu übernehmen. Während sich Pawel mit dem Gedanken relativ schnell anfreundet, ist Paulina alles andere als begeistert, ihr zu Hause ist schließlich der Schwarzwald. Da hat Lucy eine Idee, Paulina könnte doch zu den Krämer/Kalkbrenners auf den Reiterhof ziehen. Nach vielem Hin und Her sind schließlich alle Beteiligten und vor allem Paulina selbst damit einverstanden. Paulina bleibt auf dem Reiterhof und Pawel, Maria und Tomasz ziehen nach Polen. Leos Hund Jojo bellt immer wieder Nina, eine Freundin von Leo, an, dann stellt sich heraus, dass Nina Diabetes hat und Jojo immer dann gebellt hat, wenn die Werte nicht in Ordnung waren. Für Nina wäre ein Diabetikerwarnhund eine große Hilfe, doch geeignete Hunde zu finden ist schwierig und die Ausbildung teuer. Um ihrer Freundin zu helfen, lässt Leo ihren Hund testen und tatsächlich wäre Jojo für so eine Aufgabe gut geeignet. Schweren Herzens entschließt sich Leo dazu, Jojo Nina zu schenken. Tims Opa Waldemar ist inzwischen in der Reha und darf bald wieder nach Hause, doch gut gehen tuts ihm nicht. Kurze Zeit später verstirbt Waldemar an Altersschwäche und Familie Hansen/Brüggemann rückt noch näher zusammen um für Tim da zu sein. Helena findet das Haus ist zu klein und sucht nach neuen Räumlichkeiten für Philips Praxis, außerdem möchtet sie sich für ein Jahr beurlauben lassen, da sie momentan weder ihrer Arbeit noch ihrer Familie gerecht werden kann. Tim, der ein Gespräch zwischen Helena und Philip über die Situation mitbekommen hat, denkt er würde allen zur Last fallen und läuft weg. Doch Tim wird schnell gefunden und vom Gegenteil überzeugt, er gehört jetzt für immer zur Familie dazu.
Philip zieht mit seiner Praxis in eine leerstehende Scheune und kann sich so, wie er es schon länger wollte, auch ein wenig vergrößern. Seit Gretas Weggang verbessert sich Nelly ihr Taschengeld in Philips Praxis. Auf dem Brennerhof gibt es Zuwachs, Felix Schwester Anne und deren Tochter Toni, die das Downsyndrom hat. Toni ist anfangs gar nicht glücklich in Waldau, findet dann aber Anschluss an Jan und später auch an Lucy und Paulina und die anderen Kinder. Nachdem Ferdy pleitegegangen ist und Martin seinen Job verloren hat, macht Martin sich mit einem Foodtruck selbstständig. Vinzenz geht mal wieder Josefine und Helena mit seinem Machogehabe auf die Nerven, da kommt ihnen die anstehende Bürgermeisterwahl gerade recht. Helena entscheidet sich kandidieren zu wollen, doch schnell merkt sie das Josefine die bessere Kandidatin wäre und kann sie schließlich auch davon überzeugen, sich für die Wahl aufstellen zu lassen. Letztlich verliert Vinzenz seinen Posten als Bürgermeister an seine Frau Josefine. Nelly hat sich in den Rollerfahrer Joel verliebt und kommt mit ihm zusammen, auch zwischen Jan und seiner Klassenkameradin Lea bahnt sich etwas an. Bauernsohn Paul hat ein Auge auf Paulina geworfen, doch die hat kein Interesse an ihm und verliebt sich wenig später in ein Mädchen, in Martha die Nichte von Ferdy. Und Petra und Martin werden schließlich nach einem katastrophenreichen Tag von Josefine als Bürgermeisterin getraut.

### Staffel 9
Jan ist inzwischen nach Kanada verreist, Paulina nach Polen. Als Philip bei einem Fall auf einen Spezialisten angewiesen ist, wird ihm vom Amt Dr. Kajo Winter zur Seite gestellt. In Kajo erkennt Philip den Sohn von einem seiner früheren Professoren. Kajo hat bis vor kurzem in Kenia gelebt und sucht nun ein neues zu Hause und eine neue Praxis im Schwarzwald. Bei einem Abendessen erzählt er Philip, Helena, Leo und Tim von Afrika und bringt die Familie damit zum ernsthaften Nachdenken darüber, ob sie nicht vielleicht dahinziehen wollen. Während Helena und Tim spontan begeistert sind, sind Philip und Leo eher skeptisch. Helena hat sich bereits überlegt in einem Artenschutzprogramm mitmachen zu wollen. Tim sieht Afrika als großes Abenteuer. Für Philip war Afrika vor vielen Jahren ein großer Traum, doch er ist sich unsicher ob er das immer noch ist. Leo würde ihr Zuhause und ihre Freunde schrecklich vermissen, doch schließlich ist es Paulina, die Leo bei einem Besuch überzeugt, diesen großen Schritt zu wagen. Philip, Helena, Leo und Tim ziehen nach Kenia und Philip übernimmt dort auch Kajos Praxis. Kajo zieht in Philips Haus und übernimmt Philips Praxis. Nachdem Kajos Frau Anna vor kurzer Zeit an einer Blutvergiftung verstorben ist, hat er sich nun dazu entschieden, mit seinen beiden Söhnen Liam und Sam zurück nach Deutschland zu kommen. Da Kajo erstmal eine Wohnung und eine Praxis finden und renovieren musste, sind seine Söhne nachgekommen. Während Sam sich sofort wohlfühlt in Waldau, tut Liam sich schwer und fremdelt. Trost und Hilfe spendet ihm sein heimlich mitgebrachtes Chamäleon Bo, doch lange bleibt es nicht unentdeckt. Außerdem gibt es in Waldau eine neue Försterin, Dina Estili bewohnt nun mit ihrer Tochter Ronja und Hündin Pari das Forsthaus.
Josefine hat es als neue Bürgermeisterin nicht leicht, sie wird verfolgt und bedroht, weil sie in Waldau Tempo 30 durchsetzen möchte. Schließlich taucht der Stalker sogar auf ihrem Hof auf, fliegt aber dank der neuen Gänse auf und Josefine kann ihr Tempolimit gefahrlos einführen. Paulina ist aus Polen zurück und freut sich vor allem Martha wiederzusehen, die beiden sind inzwischen ein glückliches Paar. Paulina hat auch bereits mit ihren Eltern über die Tatsache gesprochen, dass sie sich in ein Mädchen verliebt hat und auch Petra und Martin wissen Bescheid und sollen Martha bald kennen lernen. Martha hingegen traut sich erst nicht ihrer Mutter die Wahrheit zu sagen und als sie dann doch mit ihrer Mutter spricht nimmt diese sie nicht ernst. Als Martha und Paulina dann zufällig auf Marthas Mutter treffen und Paulina merkt das wohl doch nicht alles so in Ordnung ist wie Martha behauptet, ist sie enttäuscht und trennt sich von Martha. Nachdem Marthas Mutter merkt, wie ernst es ihrer Tochter ist, kann sie Martha gerade noch rechtzeitig zur Bushaltestelle bringen und diese kann Paulina davon abhalten wieder nach Polen zu fahren. Nach einem klärenden Gespräch, versöhnen sich die beiden und werden wieder ein Paar. Kajo und Dina fühlen sich zueinander gezogen und es kommt sogar zu einem Kuss. Doch Kajo fühlt sich noch nicht bereit für eine neue Beziehung und bricht mit Dina. Ronja und Liam bleibt nicht verborgen, dass es zwischen ihren Eltern gefunkt hat und sie wollen die beiden wieder zusammenbringen. Schließlich ist es Liam, der Kajo dazu ermutigt, sich ruhig auf Dina einlassen zu können. Kajo und Dina werden ein Paar. Sam verliebt sich in die Hündin Tinka, welche ihm zugelaufen ist und für die die sich trennenden Besitzer nicht mehr genug Zeit haben. Schließlich sehen die Besitzer das auch ein und Sam bekommt Tinka zum Geburtstag geschenkt. Ferdy hat einen Burnout und möchte, dass Martin das Restaurant übernimmt. Schließlich entscheidet sich Martin dazu, den gerade erfolgreich gewordenen Foodtruck wieder aufzugeben und das Restaurant zu übernehmen.

### Staffel 10
Vinzenz hat zusammen mit Josefines Bruder Valentin Randersagger viel Geld in eine Ferienhaussiedlung investiert und beide haben alles verloren. Vinzenz hat daraufhin den Grieshaberhof für immer verlassen. Schließlich zieht Valentin mit seinem Sohn Taddeo zu Josefine auf den Hof und verspricht ihr, Sie in Haus und Hof zu unterstützen. Nachdem Valentin sich davor drückt den Kuhstall auszumisten, versucht er einen Job zu finden. Zuerst versuchte er einen Wildfleischhandel zu gründen, scheiterte aber kläglich, schließlich bekommt er einen Job bei der Waldauer Post. Leo ist aus Kenia zu Besuch bei Lucy. Dank Leo hat Martin endlich einen Namen für sein Restaurant gefunden, nämlich ‚Zum Rabenwirt‘. Lucy verliebt sich in Robin, der mit seinem arbeitslosen Vater und seinem Dachs Smokey auf dem Waldauer Campingplatz wohnt. Robin benutzt Smokey um Schmuck aus Wohnungen zu stehlen und damit seinen Vater finanziell zu entlasten, als Lucy das herausfindet ist sie zunächst schockiert und bricht mit ihm, kann ihm aber schließlich verzeihen.

## Drehorte
Die Serie spielt im fiktiven Ort Waldau und wird im Glottertal, St. Peter, St. Märgen, Sexau (Hochburg), Waldkirch (Kastelburg), Denzlingen (St. Severin), Freiburg im Breisgau, Waldau, einem Ortsteil von Titisee-Neustadt, und im Unteribental ("Biohof Jung"), das zu Buchenbach gehört, gedreht. Als Drehort im Glottertal diente unter anderem der Bereich des Carlsbaus, Schauplatz der ZDF-Serie Die Schwarzwaldklinik in den 1980er Jahren.

## Produktion und Ausstrahlung
| Staffel | Episoden | Dreharbeiten | Erstausstrahlung   | Erstausstrahlung   | Erstausstrahlung | DVD-Veröffentlichung |
| Staffel | Episoden | Dreharbeiten | Staffelpremiere    | Staffelfinale      | Sender           | DVD-Veröffentlichung |
| ------- | -------- | ------------ | ------------------ | ------------------ | ---------------- | -------------------- |
| 1       | 1–13     | 2008–2009    | 16. Januar 2010    | 17. April 2010     | Das Erste        | 24. Juni 2011        |
| 2       | 14–26    | 2010         | 2. Juni 2011       | 13. Juni 2011      | Das Erste        | 27. Januar 2012      |
| 3       | 27–39    | 2012         | 29. März 2013      | 1. April 2013      | Das Erste        | 31. Mai 2013         |
| 4       | 40–47    | 2013         | 19. April 2014     | 21. April 2014     | Das Erste        | 11. März 2016        |
| 4       | 48–52    | 2014         | 16. November 2014  | 23. November 2014  | Das Erste        | 11. März 2016        |
| 5       | 53–58    | 2014         | 24. Mai 2015       | 25. Mai 2015       | Das Erste        | 11. März 2016        |
| 5       | 59–65    | 2015         | 20. Dezember 2015  | 27. Dezember 2015  | Das Erste        | 11. März 2016        |
| 6       | 66–69    | 2015         | 27. März 2016      | 28. März 2016      | Das Erste        | 29. September 2017   |
| 6       | 70–78    | 2016–2017    | 8. September 2017  | 10. September 2017 | Das Erste        | 29. September 2017   |
| 7       | 79–91    | 2017–2018    | 23. September 2018 | 28. Oktober 2018   | Das Erste        | 17. Mai 2019         |
| 8       | 92–98    | 2019         | 6. September 2020  | 27. Dezember 2020  | Das Erste        | 25. Juni 2021        |
| 8       | 99–104   | 2020         | 25. April 2021     | 9. Mai 2021        | Das Erste        | 25. Juni 2021        |
| 9       | 105–117  | 2021–2022    | 8. Mai 2022        | 26. Juni 2022      | Das Erste        | 29. Juli 2022        |
| 10      | 118–123  | 2022         | 12. November 2023  | 19. November 2023  | Das Erste        | 10. Mai 2024         |
| 10      | 124–130  | 2023         | 26. November 2023  | 26. Mai 2024       | Das Erste        | 10. Mai 2024         |
| 11      | 131–137  | 2024         | –                  | –                  | –                | –                    |
| 11      | 138–143  | 2025         | –                  | –                  | –                | –                    |

## Webseite
Auf der Webseite im SWR Kindernetz werden alle Folgen nach der Ausstrahlung als Video on Demand zur Verfügung gestellt. Darüber hinaus gibt es Informationen zu den Darstellern und viele Einblicke hinter die Kulissen der Dreharbeiten. Alle Folgen sind auch in der ARD Mediathek verfügbar.